# آدمز شمالی (ماساچوست)
آدمز شمالی(به انگلیسی: North Adams) شهری در شهرستان برکشایر ایالت ماساچوست می‌باشد که در سال ۱۸۷۸ بنیان‌گذاری شده‌است. این شهر در سرشماری سال ۲۰۱۰ میلادی، ۱۳٬۷۰۸ نفر جمعیت داشته‌است.